# Shaw Bears
Shaw Bears (español: los Osos de Shaw) es el nombre de los equipos deportivos de la Universidad Shaw, situada en Raleigh, Carolina del Norte. Los equipos de los Bears participan en las competiciones universitarias organizadas por la NCAA, y forman parte desde su fundación en 1912 de la Central Intercollegiate Athletic Association.

## Programa deportivo
Los Bears compiten en 5 deportes masculinos y en otros 7 femeninos:
| - Masculino - Baloncesto - Atletismo - Tenis - Fútbol americano - Cross | - Femenino - Baloncesto - Voleibol - Atletismo - Cross - Softball - Tenis - Bowling |

## Instalaciones deportivas
- C.C. Spaulding Gym es el pabellón donde disputan sus competiciones los equipos de baloncesto y voleibol.[1]

- Durham County Memorial Stadium es el estadio donde disputan sus encuentros el equipo de fútbol americano. Tiene una capacidad para 8.000 espectadores.[2]